# Клин (Одинцовский район)
Клин — посёлок сельского типа в Одинцовском районе Московской области России. Входит в состав сельского поселения Никольское. Население 5 человек на 2006 год в посёлке числятся 1 улица и 7 садовых товарищества. До 2006 года Клин входил в состав Каринского сельского округа. До 2006 года посёлок входил в состав Шараповского сельского округа.
Посёлок расположен на юго-западе района, примерно в 7 км к северу от города Кубинка, на правом берегу правого притока Сетуни — реке Мащенка, высота центра над уровнем моря 156 м.
Посёлок возник в годы Столыпинской реформы, на месте старинной деревни Чемрово, которая впервые в исторических документах упоминается в писцовой книге 1558 года. По Экономическим примечаниям 1800 года в деревне было 7 дворов, 43 души мужского пола и 42 женского. На 1852 год в казённая деревне Андриянково числилось всего 2 двора, 3 души мужского пола и 3 — женского, а в 1890 году Чемрово уже не отмечается.
Вновь поселение, как хутор Клин, на месте бывшей деревни, основано около 1911 года вышедшими из общины Пронского крестьянами. По Всесоюзной переписи 17 декабря 1926 года числилось 14 хозяйств и 49 жителей, по переписи 1989 года — 14 хозяйств и 22 жителя.